# Álora

Localização de Álora

Álora é um município da Espanha na província de Málaga, comunidade autónoma da Andaluzia, de área 169 km² com população de 19307 habitantes (2004) e densidade populacional de 114,24 hab./km².

## Demografia
| Variação demográfica do município entre 1991 e 2004 | Variação demográfica do município entre 1991 e 2004 | Variação demográfica do município entre 1991 e 2004 | Variação demográfica do município entre 1991 e 2004 |
| --------------------------------------------------- | --------------------------------------------------- | --------------------------------------------------- | --------------------------------------------------- |
| 1991                                                | 1996                                                | 2001                                                | 2004                                                |
| 13168                                               | 12862                                               | 12363                                               | 12838                                               |